# لاکتیزول
لاکتیزول (به انگلیسی: Lactisole) با فرمول شیمیایی C۱۰H۱۱O۴ Na یک ترکیب شیمیایی با شناسه پاب‌کم ۵۳۶۲۶۰۶ است. که جرم مولی آن ۲۱۸٫۱۸۸ g/mol می‌باشد. شکل ظاهری این ترکیب، بلورهای جامد سفید و کرمی رنگ است.